# Чемпіонат світу з біатлону 1988
5-й чемпіонат світу з біатлону серед жінок пройшов у Шамоні (Франція) в 1988 році. Чемпіонат світу серед чоловіків в цей рік не проводився у зв'язку зимовими Олімпійськими іграми в Калгарі. Жінки почнуть змагатись на Олімпійських іграх з 1992 року.
До програми чемпіонату увійшли змагання з трьох дисциплін: спринту, індивідуальної гонки та естафети. 

## Медалістки та призерки
| Гонка:                       | Золото:                                         | Час             | Срібло:                                                | Час                       | Бронза:                                           | Час                  |
| Індивідуальна 10 км Протокол | Анне Ельвебакк Норвегія                         | 36:53.0 (0+2+0) | Елін Крістіансен Норвегія                              | +42.3 (0+1+0)             | Венера Чернишова СРСР                             | +1:08.7 (1+0+0)      |
| Спринт 5 км Протокол         | Петра Беле ФРН                                  | 19:33.0 (0+0)   | Ева Корпела Швеція                                     | +14.3 (0+1)               | Анне Ельвебакк Норвегія                           | +22.6 (1+1)          |
| Естафета 3 x 5 км Протокол   | СРСР Олена Головіна Кайя Парве Венера Черняхова | 57:17.1 (0+0)   | Норвегія Елін Крістіансен Мона Боллеруд Анне Ельвебакк | 57:56.0 (0+1) (0+0) (0+2) | Швеція Інгер Бйоркбом Сабіне Карлссон Ева Корпела | 58:11.16 (0+2) (0+0) |

## Медальний залік
| Місце | Країна   |   |   |   | Всього |
| ----- | -------- | - | - | - | ------ |
| 1     | Норвегія | 1 | 2 | 0 | 3      |
| 2     | СРСР     | 1 | 0 | 1 | 2      |
| 3     | ФРН      | 1 | 0 | 0 | 1      |
| 4     | Швеція   | 0 | 1 | 1 | 2      |